# Brunon Gęstwicki
Brunon Adam Gęstwicki (ur. 2 lutego 1882 w Kwidzynie, zm. 8 grudnia 1969 w Toruniu) – polski malarz.
Syn Feliksa i Walerii z Cieszyńskich. Po ukończeniu gimnazjum w Toruniu wyjechał do Berlina, gdzie studiował na Królewskiej Akademii Sztuk Pięknych. Od 1905 do 1919 tworzył rysunki satyryczne dla wydawnictwa „Lustige Bleatter” oraz wydawanego w Paryżu czasopisma Mondial. Po ukończeniu nauki zamieszkał w Toruniu, gdzie razem z bratem Feliksem należał do założonej w grudniu 1920 Konfraterni Artystów. W 1924 został członkiem warszawskiego Towarzystwa Zachęty Sztuk Pięknych, równolegle stale współpracował z wydawanym w Toruniu „Słowem Pomorskim”. Bracia Gęstwiccy byli autorami powstałego w latach 1933-1934 wielkoformatowego obrazu „Powitanie wojsk polskich w dniu 18 I 1920 w Toruniu". Sporadycznie tworzył również polichromie, m.in. w Bydgoszczy w kamienicy swojego wuja, mistrza budowlanego Franciszka Ciechanowskiego przy ul. Świętej Trójcy 23.